# Turburea
Turburea è un comune della Romania di 4653 abitanti, ubicato nel distretto di Gorj, nella regione storica dell'Oltenia.
Il comune è formato dall'unione di cinque villaggi: Cocorova, Poiana, Spahii, Șipotu, Turburea.